# Бёрд, Дональд
Дональд Бёрд (англ. Donald Byrd), полное имя Дональдсон Туссен Л’Овертюр Берд II (англ. Donaldson Toussaint L'Ouverture Byrd II; 9 декабря 1932, Детройт, Мичиган — 4 февраля 2013, Довер, Делавэр, США) — американский джазовый и ритм-энд-блюзовый трубач, композитор и преподаватель.

## Биография
Родился 9 декабря 1932 года в Детройте (штат Мичиган). Его отец был священником-методистом и музыкантом-любителем. Учился в средней технической школе Касс в Детройте, выступал с Лайонелом Хэмптоном. Проходил службу в армии в Воздушных силах США (1951—1953), после чего получил степень бакалавра в Университете Уэйна в 1954 году. В 1955 году переехал в Нью-Йорк, где получил степень магистра в Манхэттенской музыкальной школе.
В декабре 1955 года присоединился к группе Арта Блейки «Jazz Messengers». Летом 1956 года работал с Максом Роучем. После ухода из «Jazz Messengers» выступал со многими ведущими джазовыми музыкантами того времени, такими как Джон Колтрейн и Сонни Роллинз.
В 1958 году заключил эксклюзивный контракт с лейблом «Blue Note». Дебютным альбомом Берда на лейбле стал «Off to the Races», и в течение следующих трёх лет выпустил ряд альбомов в сотрудничестве с Пеппером Адамсом, в частности «Byrd in Hand» (1959), «At the Half Note Cafe, Vols. 1-2» (1960), «The Cat Walk» (1961) и «Royal Flush» (1961).
В конце 1960-х годов преподавал в Ратгерском и Говардском университетах. Время от времени работал в студии, в 1966-67 годах записал «Mustang!» и «Blackjack». В 1969 году выпустил «Fancy Free», где впервые использовал электропианино.
В 1976 году получил образование юриста и преподавал в центральном университете Северной Каролины. Записал несколько альбом в 1976-83 годах, однако они не имели успеха. В 1982 году получил учёную степень доктора философии в Колледже преподавателей при Колумбийском университете. В конце 1980-х и начале 1990-х вернулся к стилю хард-боп и сделал несколько записей на лейбле «Landmark».
Умер 4 февраля 2013 года в Довере (штат Делавэр) в возрасте 80 лет.